# Kinh tế học ứng dụng
Kinh tế học ứng dụng là ngành nghiên cứu liên quan đến việc áp dụng học thuyết kinh tế và kinh tế lượng trong các bối cảnh cụ thể. Đây là một trong hai nhóm lĩnh vực nghiên cứu của kinh tế học (nhóm còn lại là kinh tế học cốt lõi).